# Михайлов, Никита (футболист)
Никита Михайлов (эст. Nikita Mihhailov; 20 июня 2002, Нарва) — эстонский футболист, центральный полузащитник. Игрок сборной Эстонии.

## Биография
Воспитанник клуба «Нарва-Транс». В основной команде клуба дебютировал в 15-летнем возрасте, 26 июля 2017 года в матче Кубка Эстонии против «Пыхья-Сакала». В том же сезоне сыграл свой первый матч в высшем дивизионе, 4 ноября 2017 года в игре последнего тура против «Нымме Калью» вышел на замену на 70-й минуте вместо Германа-Гурия Цвибельберга. С 2019 года стал регулярно играть за основной состав нарвского клуба, всего за шесть сезонов провёл более 100 матчей в высшем дивизионе. В составе «Транса» — обладатель (2019) и финалист (2020) Кубка Эстонии. Летом 2019 года сыграл 2 матча в Лиге Европы.
В ноябре 2022 года перешёл в таллинскую «Флору», подписав трёхлетний контракт. Чемпион и финалист Кубка Эстонии 2023 года.
Выступал за сборные Эстонии младших возрастов, провёл 25 матчей и забил один гол. 12 января 2024 года дебютировал в национальной сборной Эстонии в товарищеском матче против Швеции (1:2), отыграв первый тайм.

## Личная жизнь
Брат Вадим (род. 1998) также футболист, провёл более 100 матчей за «Нарва-Транс».